# Reisachmühle (Langdorf)
Reisachmühle ist ein Gemeindeteil der Gemeinde Langdorf im niederbayerischen Landkreis Regen.

## Lage
Wo die Bahnstrecke Zwiesel–Bodenmais etwa einen Kilometer außerhalb von Zwiesel auf einem Viadukt den Michelsbach überquert, liegt der bereits zur Gemeinde Langdorf gehörende Weiler Reisachmühle.

## Geschichte

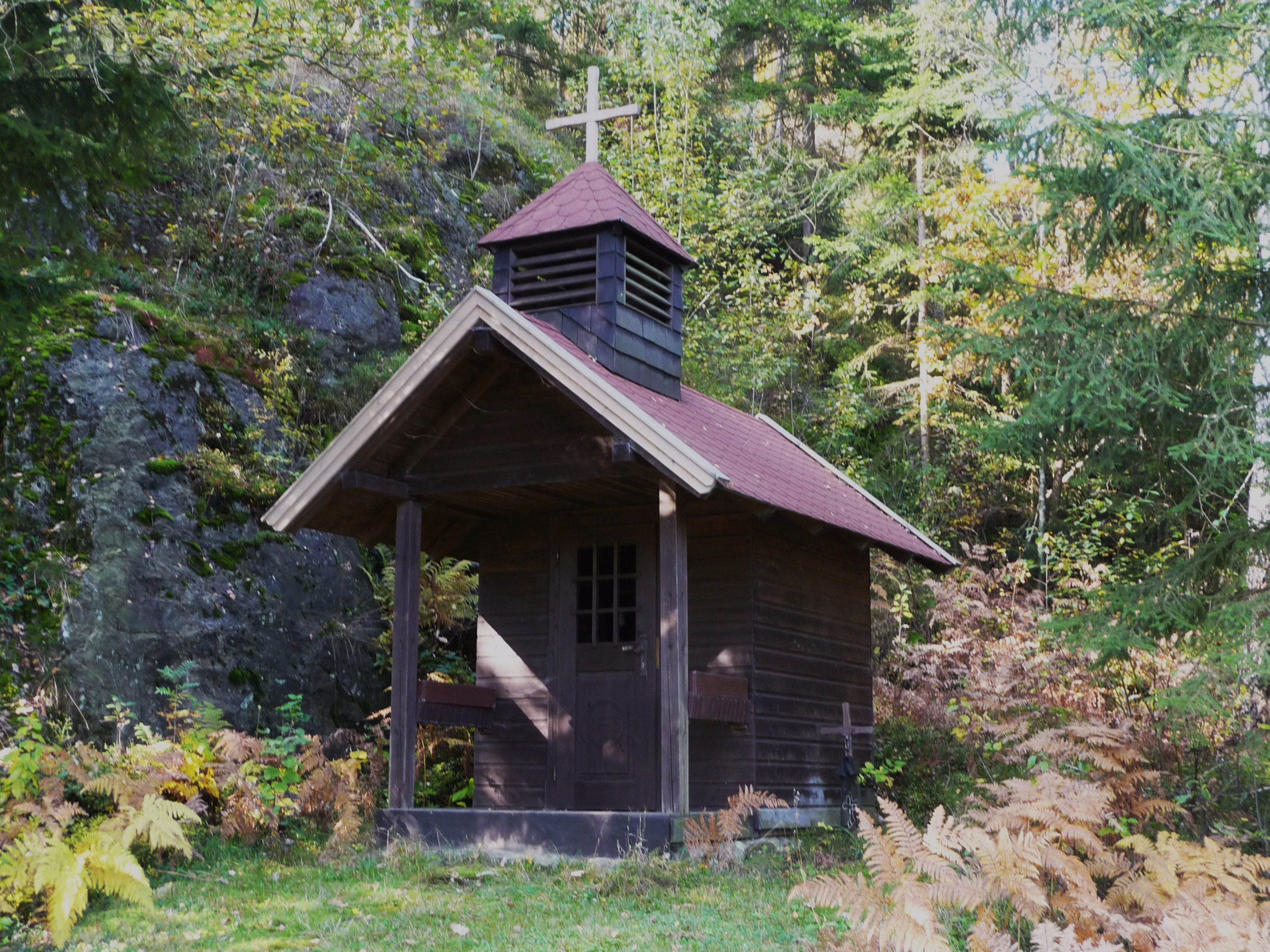
Marienkapelle

Im Jahr 1833 erbaute der Müllerssohn Kaspar Reisach aus Deggendorf hier eine Papiermühle. Die Reisachmühle gehörte ursprünglich zur Gemeinde Brandten. Hier betrieb im 19. Jahrhundert Nikolaus Reisach seinen Ölschlag, indem er aus Raps Öl herstellte. Der nachfolgende Besitzer Max Helml machte daraus eine Mühle und betrieb sie bis 1956 zusammen mit einer Schneidsäge. Danach wurde das Gebäude verändert.
1899 erbaute Max Tröppl eine kleine Marienkapelle, die 1947 restauriert wurde. 1982 brannte die Kapelle ab. Dabei ging auch die wertvolle holzgeschnitzte Marienfigur verloren, eine Stiftung der den Englischen Fräulein angehörenden Ordensfrau Anselma Tröppl. Die Kapelle wurde aber von den Besitzern, Josef Ellerbeck und seiner Frau, wenige Monate nach dem Brand wieder aufgebaut.

### Monte-Denkmal

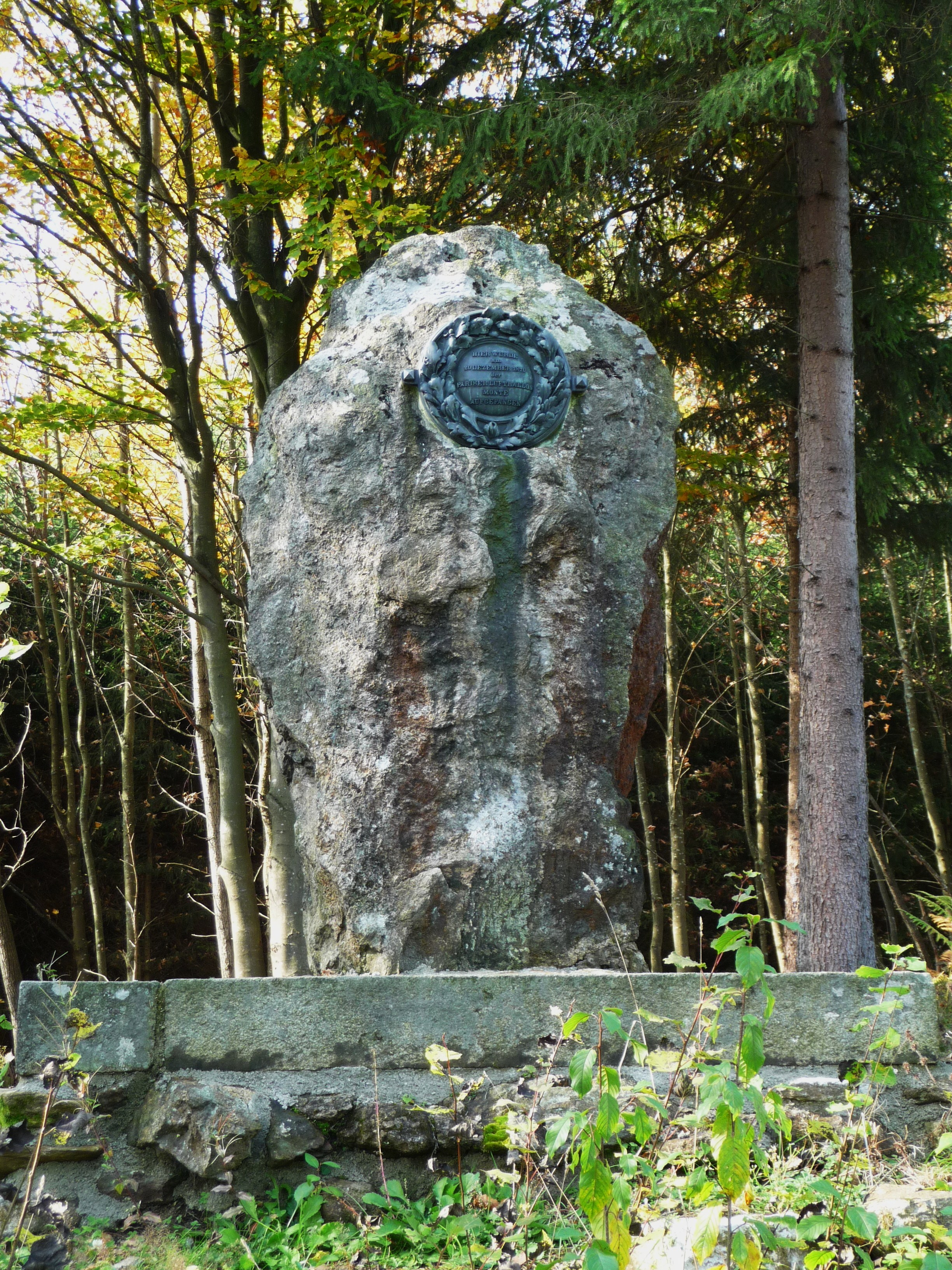
Monte-Denkmal

Etwas davon entfernt steht auf dem Reisachberg das Monte-Denkmal. Am 20. Dezember 1870 näherte sich ein Fesselballon dem Ort. Arbeiter aus der nahe gelegenen Paulisäge eilten auf den Reisachberg, ergriffen das Schleppseil des Ballons und zogen ihn zu Boden.
In der Gondel befanden sich Proviant, Papiere, Fotos, Kriegspost, Schwimmwesten und vier Brieftauben in einem Käfig. Telegrafisch verständigte man den Bezirksamtmann und brachte den Ballon nach Zwiesel. Es stellte sich heraus, dass es sich um einen während der Belagerung von Paris gestarteten Ballon handelte. Der Ballon vom Typ Monte Nr. 45 und dem Namen General Chany hatte inklusive Korb eine Ballonhöhe von 37,50 Metern. Er startete von Paris und sollte vier Insassen mit wichtiger Post nach Brüssel bringen.
Ein Sturm mit Schneefall trieb den Ballon jedoch ab und zwang bei Rödersdorf (Gemeinde Gebsattel) zu einer Notlandung. Pilot Verrecke und drei weitere Insassen wurden gefangen genommen. Da riss der Sturm den Ballon vom Anker los, und er flog noch bis zur Reisachmühle. Das Beutestück wurde außer in Zwiesel in Deggendorf, Passau, Straubing, Regensburg, Nürnberg, Augsburg und München zur Schau gestellt und schließlich im königlichen Zeughaus abgestellt. Die Schaustellung brachte einen Erlös von 4.670 Gulden, die nach Abzug von 1.000 Gulden Kosten zur Hälfte die Militär-Unterstützungskasse und die Freiwillige Feuerwehr Zwiesel erhielten, welche die Ausstellung mitorganisiert hatte. Am 1. September 1895 wurde das Monte-Denkmal eingeweiht. Bei diesem Anlass erhielten alle noch lebenden Kriegsteilnehmer eine Gedenkmünze überreicht, und der Floßknecht Johann Dümmlein, der den Ballon als erster aufgehalten hatte, wurde besonders geehrt. Im Jahr 2008 restaurierte der Agenda-Arbeitskreis Kunst und Kultur das Denkmal.

### 20. Jahrhundert
Gegen Ende des Zweiten Weltkrieges sollte bei Reisachmühle ein Verteidigungsstützpunkt errichtet und der Eisenbahnviadukt gesprengt werden. Obwohl die Vorbereitungen bereits getroffen waren, kam es dann aber zu keiner Feindberührung.
Als mit Wirkung vom 1. Januar 1976 die Gemeinde Brandten im Zuge der Gemeindegebietsreform nach Langdorf eingemeindet wurde, gelangte auch Reisachmühle zur Gemeinde Langdorf.